# A szerelem nevében
A szerelem nevében (Eredeti cím: En nombre del amor) 2008 és 2009 között vetített mexikói teleregény, amit María del Carmen Peña és Cuauhtémoc Blanco alkotott. A főbb szerepekben Allisson Lozz, Sebastián Zurita, Leticia Calderón, Victoria Ruffo és Arturo Peniche látható. 
Mexikóban 2008. október 13-án a Las Estrellas, Magyarországon a Story TV 2010. július 26-án mutatta be.

## Történet
A szerelem nevében a régi vidéki Mexikó értékeinek és hagyományainak érzékletes bemutatásával, hatalmas belső érzelmi viharok és érdekellentétek ábrázolásával meséli el két testvérpár történetét.
A történet egy eldugott kis faluban, Real del Montéban játszódik, az Espinoza de los Monteros családdal a középpontban.
Macarena (Victoria Ruffo) és Carlota (Leticia Calderón) két nővér, akik drágán megfizetnek fiatalkori botlásukért. Fájdalommal, magánnyal és nehezteléssel a szívükben kénytelenek tölteni életük alkonyát, amiatt vezekelve, hogy fiatalon ugyanazon férfi, Cristóbal Gamboa (Arturo Peniche) iránt lobbantak szerelemre.
Paloma (Allisson Lozz) és Romina (Altair Jarabo) gyermekkori barátok, kapcsolatukat próbára teszi a kamaszkori szerelem, a féltékenység, az irigység és a versengés.
Paloma kislányként elveszíti a szüleit, Javiert (Eduardo Capetillo) és Sagrariót (Bibi Gaytán) egy tragikus autóbalesetben, így kénytelen a vénkisasszony nagynénjeihez, Macarenához és Carlotához költözni. Macarena egy igazán kedves, szerető és gondoskodó asszony, aki hamar kötődni kezd unokahúgához. Ugyanakkor Carlota egy elnyomó, rideg és túlontúl domináns nő, aki szinte élvezetet lel abban, hogy megkeseríti Paloma életét. A két nagynéni egy sötét családi titkot őriz, aminek sorsfordító hatása lesz Paloma életére. Amikor a titokra fény derül, a lány élete gyökerestül felfordul...
A történetben arra is fény derül, hogy Carlota miért is veti meg és gyűlöli annyira Palomát: a lányban Macarena és Cristobal szerelmének gyümölcsét látja. Hogy a  fiatal lány örökre boldogtalan és magányos maradjon, Carlota minden gyilkos eszközt bevet és mindenkit eltesz láb alól, aki az útjába kerül...
Paloma azt hiszi, hogy Inaki (Luis Hacha) személyében megtalálta az igaz szerelmet, már egyenesen az esküvőjét tervezi a fiúval, amikor Carlota könyörtelenül véget vet a szerelemnek. Paloma úgy érzi, hogy sohasem fog szeretni többé, mindaddig, amíg Emiliano (Sebastián Zurita) felbukkanása teljesen megváltoztatja az életét. A lány gonosz nagynénje ezt a fiút is mélyen megveti, ráadásul Emiliano anyja, a rosszindulatú Diana (Olivia Bucío) gyűlöli Palomát, ám ha ez még nem lenne elég, kiderül, hogy Emiliano Paloma legjobb barátnőjének, Rominának a kedvese. Emiliano azonban végig Palomát szereti. Romina nem akarja hogy Emiliano elhagya ahogy az anyával, Camillával (Laura Flores) tette az apja, Samuel  (Jorge Alberto Bolanos).
Emiliano viszont így is Palomát választja, miközben Romina terhes lett Hermantól (Ferdinando Valencia), aki Emiliano legjobb barátja. Romina, Carlota segítségével eléri hogy elhitesse Palomával és Emilianoval hogy a gyerek Emilianoé és ráveszi Emilianot hogy vegye el feleségül és éljenek úgy mint egy boldog család…

## Szereplők
| Színész                     | Szerepnév                                                                   | Magyar hang        |
| --------------------------- | --------------------------------------------------------------------------- | ------------------ |
| Allisson Lozz               | Paloma Espinoza de los Monteros Díaz Paloma Gamboa Espinoza de los Monteros | Molnár Ilona       |
| Sebastián Zurita            | Emiliano Sáenz Noriega Emiliano Ferrer Noriega                              | Szabó Máté         |
| Leticia Calderón            | Carlota Espinoza de los Monteros                                            | Orosz Anna         |
| Victoria Ruffo              | Macarena Espinoza de los Monteros                                           | Kocsis Mariann     |
| Arturo Peniche              | Juan Cristóbal Gamboa Martelli atya                                         | Zöld Csaba         |
| Laura Flores                | Camila Ríos                                                                 | Spilák Klára       |
| César Évora                 | Eugenio Lizarde                                                             | Kőszegi Ákos       |
| Natalia Esperón             | Luz Laguillo                                                                | Kökényessy Ági     |
| Altaír Jarabo               | Romina Mondragón Ríos                                                       | Lamboni Anna       |
| Zoraida Gómez               | Liliana Vega                                                                | Bogdányi Titanilla |
| Alfredo Adame               | Rafael Sáenz                                                                | Jakab Csaba        |
| Víctor Cámara               | Orlando Ferrer                                                              | Holl Nándor        |
| Magda Guzmán                | Rufina "Rufi" Martínez                                                      | Kassai Ilona       |
| Carmen Montejo              | Madeline Martelli vda. de Gamboa                                            | Pásztor Erzsi      |
| Olivia Bucio                | Diana Noriega de Sáenz Gudelia Noriega                                      | Menszátor Magdolna |
| Luis Hacha                  | Iñaki Iparraguirre                                                          | Előd Álmos         |
| Erick Elías                 | Gabriel Lizarde                                                             | Molnár Levente     |
| Ferdinando Valencia         | Germán Altamirano                                                           | Hamvas Dániel      |
| Pablo Magallanes            | Aarón Cortázar                                                              | Előd Botond        |
| Queta Lavat                 | Tisztelendő anya                                                            | Bókai Mária        |
| Angelina Peláez             | Arcadia Ortíz                                                               | Gerbert Judit      |
| Lucero Lander               | Inés Cortázar                                                               | Hirling Judit      |
| Eduardo Liñán               | Benito Farías atya                                                          | Kajtár Róbert      |
| Hugo Macías Macotela        | Mateo atya                                                                  | Szokolay Ottó      |
| David Ostrosky              | Dr. Rodolfo Bermúdez                                                        | Várkonyi András    |
| Yolanda Ventura             | Angélica Ciénega                                                            | Zakariás Éva       |
| Paty Díaz                   | Natalia Ugarte de Iparraguirre                                              | Nádasi Veronika    |
| Zoila Quiñónez              | Meche                                                                       | Koffler Gizi       |
| Ramón Abascal               | Joel Martínez                                                               | Bodrogi Attila     |
| Jorge Alberto Bolanos       | Samuel Mondragón                                                            | Juhász György      |
| Manuel Navarro              | Alonso Iparraguirre                                                         | Bácskai János      |
| Lola Forner                 | Carmen de Iparraguirre                                                      | Málnai Zsuzsa      |
| Eduardo Capetillo           | Javier Espinoza de los Monteros                                             | Maday Gábor        |
| Biby Gaytán                 | Sagrario Díaz de Espinoza de los Monteros                                   | Kiss Virág         |
| Gerardo Murguía             | Basilio Gaitán Juan Carmona                                                 | Makranczi Zalán    |
| Manuel Capetillo Villaseñor | Edmundo                                                                     | Várday Zoltán      |
| Sergio Catalán              | Darío Peña                                                                  | Juhász Zoltán      |
| Alfonso Iturralde           | Juancho                                                                     | Beratin Gábor      |
| Luis Gatica                 | Mariano Cordero ügyész                                                      | Czvetkó Sándor     |
| Regina Rojas                | Mónica Dávila                                                               | Németh Kriszta     |
| Mago Kadima                 | Gerardo Rojas ügyvéd                                                        | Németh Gábor       |
| Rafael Valdés               | Salvador "Chava"                                                            | Heisz Krisztián    |
| Gaby Mellado                | Sandra                                                                      | Tamási Nikolett    |
| Carlos Girón                | Erick                                                                       | Czető Roland       |
| Haydee Navarra              | Miriam                                                                      | Mezei Kitty        |
| Claudia Godínez             | Ana Mar                                                                     | Roatis Andrea      |
| Yanni Torres                | Fiatal Paloma                                                               | Pekár Adrienn      |
| Georgina Domínguez          | Fiatal Romina                                                               | Kardos Eszter      |
| Polly                       | Melanie                                                                     | Sági Tímea         |

## DVD kiadás
A sorozat 2010. július 13-án DVD-n is megjelent, rövidített verzióban. Jellemzők:
- Formátum: színes, teljes képernyő, feliratos, NTSC
- Nyelv: spanyol
- Felirat: angol
- Régiókód: 1
- Képméretarány: 1.33:1
- Lemezek száma: 4
- Kiadás dátuma: 2010. július 13.
- Játékidő: 904 perc
- Extrák:
  - Interaktív menük
  - Fejezetek
- Forgalmazó: Xenon Pictures

## Érdekességek
- A sorozat főcímét az olasz Laura Pausini énekli. A dal címe: En cambio no (De mégsem), ami az énekesnő 2008-ban megjelent Primavera in anticipo című lemezén lévő Invece no című dalnak a spanyol nyelvű változata.
- Leticia Calderónnak a sorozat forgatása előtt szőke haja volt, de mivel ez nem illett Carlota szerepébe, kénytelen volt átfestetni barnára a haját.
- Az eredeti szereposztásnál Victoria Ruffo kapta Carlota szerepét, míg Leticia Calderón Macarenát játszotta volna, ám nem sokkal a forgatás kezdete előtt kicserélték a két színésznő között a szerepeket.
- Laura Flores és Altair Jarabo korábban már együtt játszottak a Pokolba a szépfiúkkal (Al diablo con los Guapos) című sorozatban, ahol szintén anya-lánya kapcsolatuk volt.

## Korábbi verzió
- Az 1991-es Cadenas de amargura mexikói telenovella, Luis Vélez rendezésében. Főszereplők:  Daniela Castro, Raul Araiza, Diana Bracho és Delia Casanova

## Díjak és jelölések

### TVyNovelas-díj2010
| Kategória                     | Személy                         | Eredmény |
| ----------------------------- | ------------------------------- | -------- |
| Legjobb férfi főszereplő      | Arturo Peniche                  | Jelölés  |
| Legjobb női főgonosz          | Altair Jarabo                   | Jelölés  |
| Legjobb női főgonosz          | Leticia Calderón                | Nyertes  |
| Legjobb férfi felfedezett     | Sebastián Zurita                | Nyertes  |
| Legjobb történet és adaptáció | Martha Carrillo Cristina García | Nyertes  |

### ACE-díj
| Kategória           | Személy                | Eredmény |
| ------------------- | ---------------------- | -------- |
| Legjobb telenovella | Carlos Moreno Laguillo | Nyertes  |
| Legjobb rendező     | Karina Duprez          | Nyertes  |
| Legjobb színésznő   | Leticia Calderón       | Nyertes  |

## Fordítás
- Ez a szócikk részben vagy egészben  az   En nombre del amor című spanyol Wikipédia-szócikk fordításán alapul.  Az eredeti cikk szerkesztőit annak laptörténete sorolja fel. Ez a jelzés csupán a megfogalmazás eredetét és a szerzői jogokat jelzi, nem szolgál a cikkben szereplő információk forrásmegjelöléseként.